# Universitetet i Zagrebs musikakademi
Universitetet i Zagrebs musikakademi (kroatiska: Muzička akademija Sveučilišta u Zagrebu, akronym MUZA) är en musikhögskola i Zagreb i Kroatien. Den etablerades år 1829 och är den största och äldsta aktiva institutionen för högre musikutbildning i Kroatien. Musikakademins huvudbyggnad ligger vid Marskalk Titos torg i Nedre staden. Den är en av tre akademier anslutna till Zagrebs universitet.

## Historik
Universitetet i Zagrebs musikakademi har sina rötter i Zagrebs musikförenings tonskola som den 16 februari 1829 grundades av Zagrebs musikförening (på tyska kallad Agramer Musikverein) i den kroatiska provinshuvudstaden Agram i dåvarande kejsardömet Österrike. Zagrebs musikförening hade etablerats med Musikverein i Wien som förebild och skulle senare utvecklas till Kroatiska musikinstitutet. Den tyskspråkiga musikskolan och musikakademins föregångare kallades på tyska för Tonschule des Agramer Musikvereins.     
Under 1800-talets andra hälft fick skolan statlig subvention och kunde därmed expandera sin verksamhet. År 1916 blev skolan musikinstitutets konservatorium. Efter Österrike-Ungerns upplösning år 1918 och Kroatiens inträde i den sydslaviska federationen Serbernas, kroaternas och slovenernas kungarike (senare kallat Jugoslavien) kom musikhögskolan från år 1922 att kallas Kungliga musikhögskolan (Kraljevska muzička akademija).
Efter andra världskriget blev Musikakademin en institution för högre musikutbildning och sedan år 1979 utgör den en av universitetet i Zagrebs akademier.